# Egtved (plaats)
Egtved is een plaats en voormalige gemeente in Denemarken.

## Voormalige gemeente
De oppervlakte bedroeg 324,63 km². De gemeente telde 15.302 inwoners (cijfers 2005). In 2007 ging de gemeente samen met Vejle. De plaats Vester Nebel ging naar gemeente Kolding.

## Plaats
De plaats telt 2171 inwoners (2007). Bezienswaardig is de romaanse kerk uit 1170, beeldenpark Tørskind Grusgrav en het Højvang Museum.
Nabij de plaats is een archeologische plek (uit de periode rond 1370 v.Chr.) waar het zogenaamde Egtvedmeisje is gevonden.

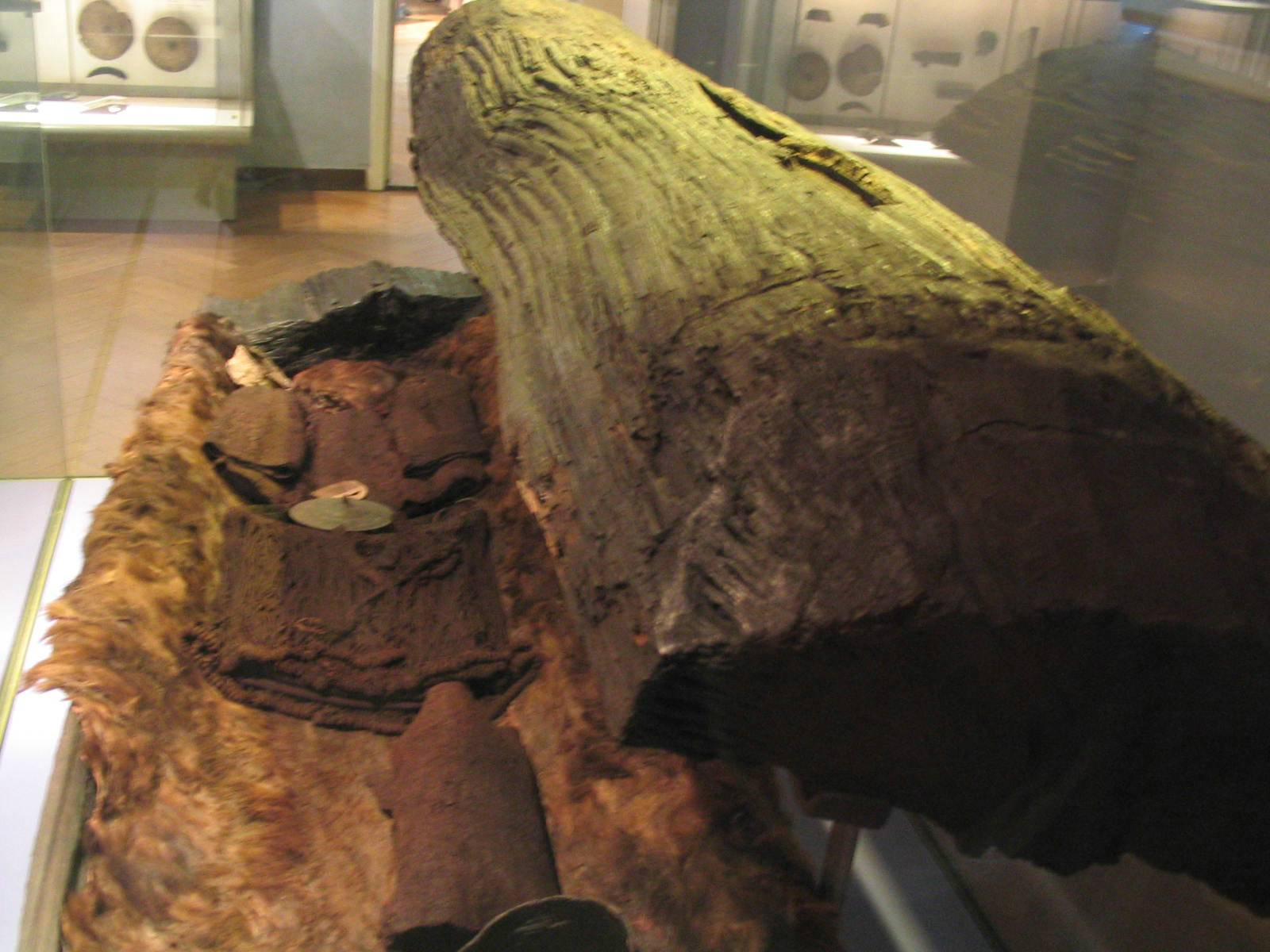
De boomkist en overblijfselen van het Egtvedmeisje